# Jemensko-saudijska granica
Jemensko-saudijska granica ili granica Saudijske Arabije i Jemena  duga je 1.307 km i proteže se od obale Crvenog mora na zapadu do tromeđe s Omanom na istoku.

## Opis
Granica započinje na zapadu na obali Crvenog mora sjeverno od okruga Midi. Nepravilna linija zatim nastavlja prema sjeveroistoku, a zatim prema istoku do blizine Al Bugala, prvo obalnom ravnicom, a zatim planinama Sarawat. Niz pravih linija nastavlja se prema istoku kroz pustinju Rub' al Khali, zaranjajući prema jugu, ostavljajući Al Wadiah unutar Saudijske Arabije, nakon čega nizom ravnih linija nastavlja prema sjeveroistoku, a zatim prema istoku do omanske tromeđe.

## Povijest
Povijesno gledano nije postojala jasno definirana granica u ovom dijelu Arapskog poluotoka; na početku 20. stoljeća Osmansko Carstvo kontrolira zapadnu obalu južnije od Sjevernog Jemena, Britanija kontrolira Aden (Južni Jemen), a unutrašnjost se sastoji od labavo organiziranih arapskih grupacija, povremeno formirajući emirate, od kojih je najistaknutiji Emirat Nedžd i Hasa kojim je vladala obitelj al-Saud. Britanija i Osmansko carstvo teoretski su podijelili svoja područja utjecaja u Arabiji putem t.zv. "Plave" i "Ljubičaste linije" 1913./14, no ti su ugovori postali ništavni nakon raspada Osmanskog Carstva nakon Prvog svjetskog rata.